# Norra Trädgårdsholmen
Norra Trädgårdsholmen är en ö i Lurö skärgård i Eskilsäters socken i Säffle kommun.
Åren 1864–1914 fanns en fyr med fyrvaktarbostad på ön, men den lades därefter ned. Ön hade dock fast befolkning fram till 1932 då den avfolkades.